# 500 kilomètres de Donington FIA GT 1999
Navigation
Édition précédente Édition suivante
Les 500 kilomètres de Donington 1999 FIA GT, disputées le 5 septembre 1999 sur le circuit de Donington, sont la septième manche du championnat FIA GT 1999.

## Course

### Classement de la course
Classement à l'issue de la course (vainqueurs de catégorie en gras), :
| Pos.   | N° | Écurie                      | Pilotes                                              | Châssis                   | Pneus | Tours |
| Pos.   | N° | Écurie                      | Pilotes                                              | Moteur                    | Pneus | Tours |
| ------ | -- | --------------------------- | ---------------------------------------------------- | ------------------------- | ----- | ----- |
| 1      | 1  | Chrysler Viper Team Oreca   | Olivier Beretta Karl Wendlinger                      | Chrysler Viper GTS-R      | M     | 111   |
| 1      | 1  | Chrysler Viper Team Oreca   | Olivier Beretta Karl Wendlinger                      | Chrysler 8.0L V10         | M     | 111   |
| 2      | 25 | Lister Storm Racing         | Julian Bailey Andy Wallace William Hewland           | Lister Storm              | M     | 111   |
| 2      | 25 | Lister Storm Racing         | Julian Bailey Andy Wallace William Hewland           | Jaguar 7.0L V12           | M     | 111   |
| 3      | 6  | Konrad Motorsport           | Franz Konrad Sascha Maassen                          | Porsche 911 GT2           | D     | 111   |
| 3      | 6  | Konrad Motorsport           | Franz Konrad Sascha Maassen                          | Porsche 3.6L Turbo Flat-6 | D     | 111   |
| 4      | 33 | GLPK Racing                 | Vincent Vosse Didier Defourny                        | Chrysler Viper GTS-R      | D     | 110   |
| 4      | 33 | GLPK Racing                 | Vincent Vosse Didier Defourny                        | Chrysler 8.0L V10         | D     | 110   |
| 5      | 19 | Chamberlain Motorsport      | Christian Vann Christian Gläsel                      | Chrysler Viper GTS-R      | M     | 110   |
| 5      | 19 | Chamberlain Motorsport      | Christian Vann Christian Gläsel                      | Chrysler 8.0L V10         | M     | 110   |
| 6      | 18 | Chamberlain Motorsport      | Ni Amorim Toni Seiler                                | Chrysler Viper GTS-R      | M     | 110   |
| 6      | 18 | Chamberlain Motorsport      | Ni Amorim Toni Seiler                                | Chrysler 8.0L V10         | M     | 110   |
| 7      | 21 | Paul Belmondo Racing        | Paul Belmondo Claude Yves-Gosselin                   | Chrysler Viper GTS-R      | D     | 108   |
| 7      | 21 | Paul Belmondo Racing        | Paul Belmondo Claude Yves-Gosselin                   | Chrysler 8.0L V10         | D     | 108   |
| 8      | 30 | BVB                         | Martin Stretton Max Beaverbroock                     | Porsche 911 GT2           | D     | 108   |
| 8      | 30 | BVB                         | Martin Stretton Max Beaverbroock                     | Porsche 3.6L Turbo Flat-6 | D     | 108   |
| 9      | 16 | Freisinger Motorsport       | Manfred Jurasz Yukihiro Hane                         | Porsche 911 GT2           | D     | 106   |
| 9      | 16 | Freisinger Motorsport       | Manfred Jurasz Yukihiro Hane                         | Porsche 3.6L Turbo Flat-6 | D     | 106   |
| 10     | 69 | Proton Competition          | Gerold Ried Christian Ried                           | Porsche 911 GT2           | Y     | 106   |
| 10     | 69 | Proton Competition          | Gerold Ried Christian Ried                           | Porsche 3.6L Turbo Flat-6 | Y     | 106   |
| 11     | 29 | Autorlando Sport            | Gabriele Sabatini Marco Spinelli Fabio Villa         | Porsche 911 GT2           | P     | 104   |
| 11     | 29 | Autorlando Sport            | Gabriele Sabatini Marco Spinelli Fabio Villa         | Porsche 3.6L Turbo Flat-6 | P     | 104   |
| 12     | 78 | Seikel Motorsport           | Xavier Pompidou Paolo Rapetti Max Cohen-Olivar       | Porsche 911 GT2           | D     | 103   |
| 12     | 78 | Seikel Motorsport           | Xavier Pompidou Paolo Rapetti Max Cohen-Olivar       | Porsche 3.6L Turbo Flat-6 | D     | 103   |
| 13     | 37 | Cirtek Motorsport           | Jonathan Baker Robert Schirle Charlie Cox            | Porsche 911 GT2           | ?     | 102   |
| 13     | 37 | Cirtek Motorsport           | Jonathan Baker Robert Schirle Charlie Cox            | Porsche 3.6L Turbo Flat-6 | ?     | 102   |
| 14     | 9  | Elf Haberthur Racing        | Mauro Casadei Andrea Garbagnati Massimo Cattori      | Porsche 911 GT2           | D     | 99    |
| 14     | 9  | Elf Haberthur Racing        | Mauro Casadei Andrea Garbagnati Massimo Cattori      | Porsche 3.6L Turbo Flat-6 | D     | 99    |
| 15     | 23 | Werner Paul Belmondo Racing | Francis Werner Jacques Piattier                      | Porsche 911 GT2           | D     | 94    |
| 15     | 23 | Werner Paul Belmondo Racing | Francis Werner Jacques Piattier                      | Porsche 3.6L Turbo Flat-6 | D     | 94    |
| 16     | 2  | Chrysler Viper Team Oreca   | Jean-Philippe Belloc Justin Bell                     | Chrysler Viper GTS-R      | M     | 79    |
| 16     | 2  | Chrysler Viper Team Oreca   | Jean-Philippe Belloc Justin Bell                     | Chrysler 8.0L V10         | M     | 79    |
| 17 DNF | 15 | Freisinger Motorsport       | Michel Ligonnet Wolfgang Kaufmann                    | Porsche 911 GT2           | D     | 61    |
| 17 DNF | 15 | Freisinger Motorsport       | Michel Ligonnet Wolfgang Kaufmann                    | Porsche 3.6L Turbo Flat-6 | D     | 61    |
| 18 DNF | 77 | Seikel Motorsport           | Rob Wilson Richard Nearn                             | Porsche 911 GT2           | D     | 45    |
| 18 DNF | 77 | Seikel Motorsport           | Rob Wilson Richard Nearn                             | Porsche 3.6L Turbo Flat-6 | D     | 45    |
| 19 DNF | 22 | Paul Belmondo Racing        | Alain Filhol Steffan Widmann Mike Hezemans           | Chrysler Viper GTS-R      | D     | 36    |
| 19 DNF | 22 | Paul Belmondo Racing        | Alain Filhol Steffan Widmann Mike Hezemans           | Chrysler 8.0L V10         | D     | 36    |
| 20 DNF | 8  | Elf Haberthur Racing        | Luca Cappellari Raffaele Sangiuolo Patrick Vuillaume | Porsche 911 GT2           | D     | 22    |
| 20 DNF | 8  | Elf Haberthur Racing        | Luca Cappellari Raffaele Sangiuolo Patrick Vuillaume | Porsche 3.6L Turbo Flat-6 | D     | 22    |
| 21 DNF | 24 | RWS Motorsport              | Horst Felbermayr, Sr. Horst Felbermayr, Jr.          | Porsche 911 GT2           | ?     | 21    |
| 21 DNF | 24 | RWS Motorsport              | Horst Felbermayr, Sr. Horst Felbermayr, Jr.          | Porsche 3.6L Turbo Flat-6 | ?     | 21    |